# Sambaa K'e
Sambaa K'e', tidigare benämnd Trout Lake, är en sjö i Kanada.   Den ligger i territoriet Northwest Territories, i den centrala delen av landet, 3 400 km väster om huvudstaden Ottawa. 
Trakten runt Sambaa K'e är nära nog obefolkad, med mindre än två invånare per kvadratkilometer.